# Юрьев, Алексей Николаевич
Алексе́й Никола́евич Ю́рьев (14 декабря 1922 — 18 января 1945) — советский офицер, Герой Советского Союза (10.04.1945 г., посмертно), участник Великой Отечественной войны в должности командира взвода разведки отдельного лыжного батальона 286-й стрелковой дивизии 59-й армии 1-го Украинского фронта, младший лейтенант.

## Биография
Родился 14 декабря 1922 года в городе Козлове, ныне Мичуринске Тамбовской области. Русский. Окончил 7 классов.
В марте 1942 года был призван в Красную Армию Молотовским райвоенкоматом города Кирова. С октября того же года участвовал в боях с захватчиками. Воевал на Ленинградском и 1-м Украинском фронтах.
Боевой путь начал в составе 313-го стрелкового полка 115-й стрелковой дивизии, стал разведчиком. Участвовал в обороне Ленинграда. В декабре того же года за удачный разведвыход и захват пленного получил первую боевую награду — медаль «За отвагу».
В 1944 году окончил курсы младших лейтенантов. Службу продолжал в составе 286-й стрелковой дивизии, был командиром взвода разведки 996-го стрелкового полка. Отличился в боях в ходе Висло-Одерской операции. Во время наступления на Краковском направлении разведгруппы взвода младшего лейтенанта Юрьева всегда собирали точные сведения о противнике, чем содействовал успеху наступающих подразделений. Неоднократно сам поднимался в атаку, увлекая за собой бойцов.
Бессмертный подвиг совершил в бою за населённый пункт Пшегиня на подступах к городу Краков (Польша) 18 января 1945 года. Когда продвижение наших подразделений остановил огонь из вражеского дзота младший лейтенант Юрьев огнём из автомата уничтожил солдат, прикрывавших дзот. Хотя сам был тяжело ранен, подобрался к амбразуре и противотанковой гранатой подавил пулемёт. Погиб в этом бою.
Указом Президиума Верховного Совета СССР от 10 апреля 1945 года за образцовое выполнение боевых заданий на фронте борьбы с немецкими захватчиками и проявленные при этом отвагу и геройство младшему лейтенанту Юрьеву Алексею Николаевичу присвоено звание Героя Советского Союза посмертно.
Был похоронен на месте боя.

## Награды
- Медаль «Золотая Звезда» Героя Советского Союза;
- орден Ленина;
- медали, в том числе:
  - медаль «За отвагу» (29.12.1942);
  - медаль «За оборону Ленинграда».